# Kościelec (gmina w województwie krakowskim)
Kościelec – dawna gmina wiejska istniejąca w latach 1867–1954 i 1973–1976 w Kieleckiem i Krakowskiem (dzisiejsze woj. małopolskie). Siedzibą gminy był Kościelec.

## Pierwsza odsłona
Gmina zbiorowa Kościelec powstała w 1867 roku w związku z reformą gminną w Królestwie Polskim. Weszla w skład powiatu pińczowskiego w guberni kieleckiej.
W okresie międzywojennym gmina Kościelec należała do powiatu pińczowskiego w woj. kieleckim. 4 listopada 1933 gminę podzielono na 12 gromad (sołectw): Bobin, Boronice, Ciborowice, Góry Sieradzkie, Kościelec, Lekszyce, Mysławczyce, Piekary, Posiłów, Przezwody, Sieradzice i Wolwanowice.
Po wojnie gmina zachowała przynależność administracyjną. Według stanu z dnia 1 lipca 1952 roku gmina składała się nadal z 12 gromad: Bobin, Boronice, Ciborowice, Góry Sieradzkie, Kościelec, Lekszyce, Mysławczyce, Piekary, Posiłów, Przezwody, Sieradzice i Wolwanowice.
Jednostkę zniesiono wraz ze zlikwidowaniem gmin i wprowadzeniem gromad 29 września 1954 roku. Obszar gminy podzielono na trzy nowe gromady: Sieradzice, Bobin i Kościelec. Gromada Sieradzice pozostała w powiecie pińczowskim w województwie kieleckim, natomiast gromady Bobin i Kościelec włączono dwa dni później, czyli 1 października 1954, do nowo utworzonego powiatu proszowickiego w województwie krakowskim.

## Druga odsłona
Gmina Kościelec została reaktywowana w dniu 1 stycznia 1973 roku w powiecie proszowickim, w województwie krakowskim w znacznie zmienionym składzie (16 sołectw): Bobin, Ciborowice, Czajęczyce, Górka Stogniowska, Kadzice, Koczanów, Kościelec, Mniszów-Kolonia, Mysławczyce, Ostrów, Piekary, Pławowice, Posiłów, Przezwody, Teresin i Wolwanowice. 
W porównaniu ze stanem z 1954 roku w skład nowej gminy Kościelec nie weszły cztery sołectwa (Boronice, Góry Sieradzkie, Lekszyce i Sieradzice), które w 1954 roku pozostały w powiecie pińczowskim i województwie kieleckim, wchodząc w skład gromady Sieradzice, a które w 1956 włączono do nowo utworzonego powiatu kazimierskiego; w 1973 roku włączono je do nowo utworzonej gminy Wielgus w powiecie kazimierskim w województwie kieleckim. Pozostałe osiem sołectw sprzed 1954 powróciło w 1973 roku do gminy Kościelec, którą zasilono o:
- sołectwa Czajęczyce i Koczanów – przed 1954 w gminie Nagórzany w powiecie pińczowskim w woj. kieleckim, od 1954 w powiecie proszowickim w województwie krakowskim (vide gromada Bobin);
- sołectwo Pławowice – przed 1954 w gminie Gruszów w powiecie miechowskim w województwie krakowskim (przed 1945 w woj. kieleckim), od 1954 w powiecie proszowickim w województwie krakowskim (vide gromada Mniszów);
- sołectwa Kadzice, Ostrów i Teresin – przed 1954 w gminie Klimontów w powiecie miechowskim w województwie krakowskim (przed 1945 w woj. kieleckim), od 1954 w powiecie proszowickim w województwie krakowskim (vide gromada Ostrów);
- sołectwa Górka Stogniowska i Mniszów-Kolonia – przed 1954 w gminie Kowala w powiecie miechowskim w województwie krakowskim (przed 1945 w woj. kieleckim), od 1954 w powiecie proszowickim w województwie krakowskim (vide gromada Kowala i gromada Mniszów).

1 czerwca 1975 gmina weszła w skład nowo utworzonego miejskiego woj. krakowskiego.
15 stycznia 1976 roku gmina została zniesiona, a jej obszar włączony do gmin:
- Nowe Brzesko (obszary sołectw Mniszów-Kolonia i Pławowice),
- Proszowice (obszary sołectw: Babin, Ciborowice, Czajęczyce, Górka Stogniowska, Kadzice, Koczanów, Kościelec, Mysławczyce, Ostrów, Piekary, Posiłów, Przezwody, Teresin i Wolwanowice).